# Galaxy (Buck-Tick)
Galaxy è il ventottesimo singolo del gruppo musicale giapponese Buck-Tick, pubblicato il 14 gennaio 2009.

## Descrizione
Il disco è stato pubblicato dalla major BMG, sussidiaria della Sony Music.

## Tracce
1. Galaxy - 4:19 (Atsushi Sakurai - Hisashi Imai)
2. Serenade -Itoshi no umbrella- (セレナーデ -愛しのアンブレラ-?) - 5:13 (Hisashi Imai)

## Altre presenze
- Galaxy:
  - 18/02/2009 - memento mori
  - 07/03/2012 - CATALOGUE ARIOLA 00-10

- Serenade -Itoshi no umbrella-:
  - 18/02/2009 - memento mori

## Formazione
- Atsushi Sakurai - voce
- Hisashi Imai - chitarra, cori
- Hidehiko Hoshino - chitarra e tastiera
- Yutaka Higuchi - basso
- Toll Yagami - batteria